# ヤスミン・ル・ボン
ヤスミン・ル・ボン（Yasmin Le Bon, 1964年10月29日 - ）は、イギリスのファッションモデル。旧姓はParvaneh。
父親はイラン人、母はイギリス人。
10代後半からモデルとして活動し、イギリスで絶大な人気を誇った。表紙となった雑誌は200誌を超える。1985年に、ロックバンド・デュラン・デュランのボーカル、サイモン・ル・ボンと結婚。
1989年生まれの長女を頭に、三姉妹の母である。出産後もランウェイに登場している。
現在は広告の仕事が主だが、限られたショーには出演を続けている。2006年、乳癌撲滅チャリティ「ファッション・ターゲッツ・ブレスト・キャンサー」の発足10周年記念キャンペーンに登場。他に、クラウディア・シファー、ヘレナ・クリステンセン、エリン・オコナーら9人のモデルも参加している。彼女より年上のモデルは、ミック・ジャガー元夫人ジェリー・ホール (Jerry Hall) だけだったが、全員Tシャツとショーツの姿でポーズをとった。